# Friedrich III, Tuyển hầu xứ Sachsen
Friedrich III xứ Sachsen (tiếng Đức: Friedrich III. von Sachsen; 17 tháng 1 năm 1463 – 5 tháng 5 năm 1525), còn được gọi là Friedrich Khôn ngoan (tiếng Đức: Friedrich der Weise), là Tuyển hầu xứ Sachsen từ năm 1486 đến năm 1525, người được nhớ đến nhiều nhất vì sự bảo vệ của ông dành Martin Luther và Cải cách Tin Lành.
Friedrich là con trai của Ernst, Tuyển hầu xứ Sachsen và vợ là Công nữ Elisabeth, con gái của Albrecht III, Công tước xứ Bayern. Ông được chú ý là một trong những người bảo vệ mạnh mẽ nhất của Martin Luther. Ông đã bảo vệ thành công Luther khỏi Hoàng đế La Mã Thần thánh, Giáo hoàng và những nhân vật thù địch khác. Bề ngoài, ông thực hành lãnh đạo, không phải bởi niềm tin tôn giáo, mà là bởi niềm tin cá nhân vào một phiên tòa công bằng dành cho bất kỳ thần dân nào của mình (một đặc quyền được đảm bảo bởi luật pháp của Đế chế La Mã Thần thánh) và pháp quyền. Tuyển đế hầu Friedrich có rất ít liên hệ cá nhân với Luther. Thủ quỹ của ông là Degenhart Pfaffinger đã thay mặt ông nói chuyện với Luther. Pfaffinger đã hỗ trợ Friedrich kể từ khi họ cùng nhau hành hương đến Đất Thánh. Friedrich được cho là vẫn theo Công giáo La Mã suốt đời, nhưng dần dần nghiêng về các học thuyết Cải cách và được cho là đã cải đạo trên giường bệnh.
Friedrich III được tưởng niệm là một nhà cai trị Cơ đốc giáo trong Lịch phụng vụ của Nhà thờ Lutheran - Thượng hội đồng Missouri vào ngày 5 tháng 5.

## Tiểu sử

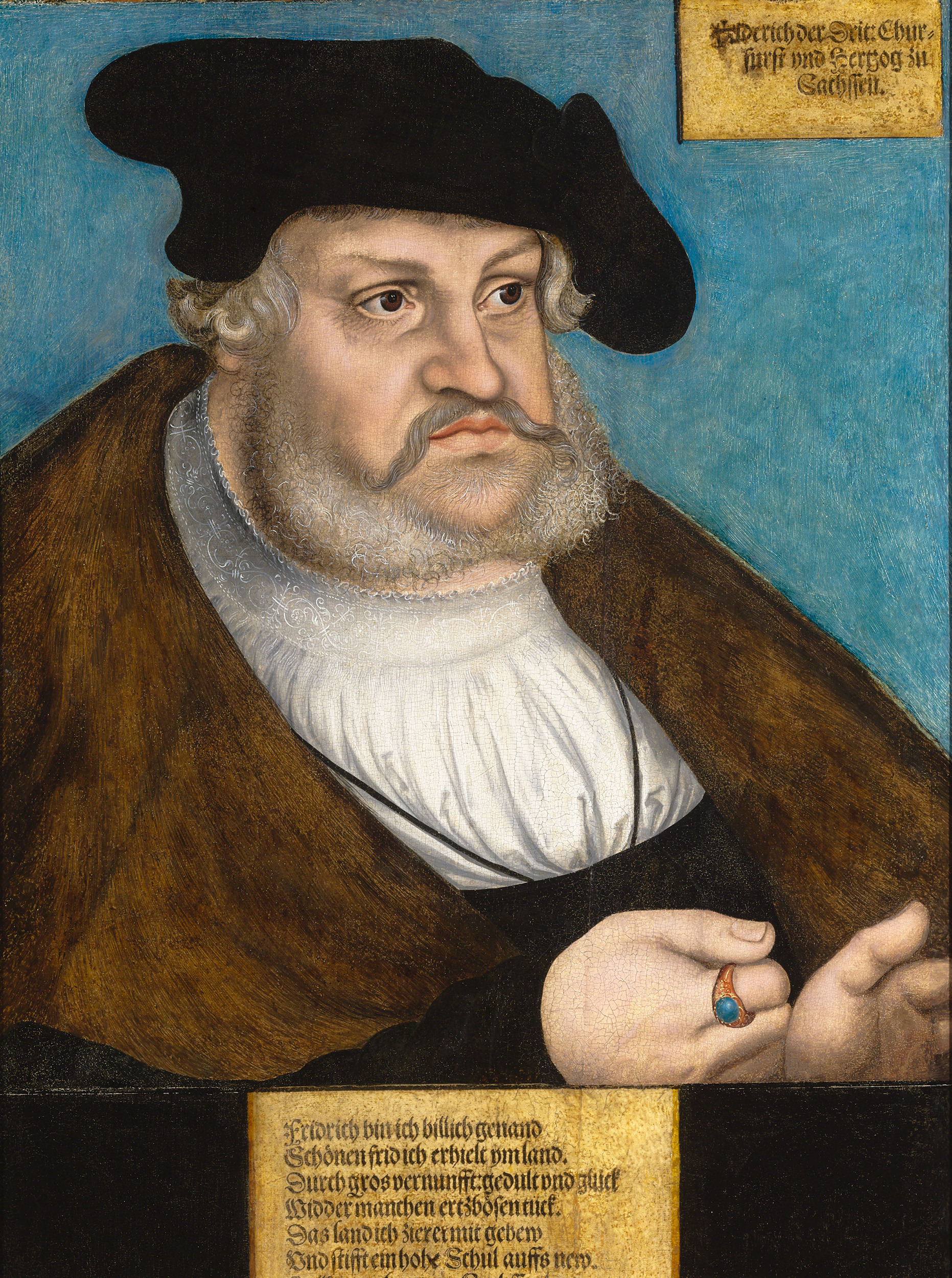
Chân dung Friedrich Khôn ngoan của Lucas Cranach Trưởng lão k. 1530–1535

Sinh ra ở Torgau, ông kế vị cha mình làm tuyển đế hầu vào năm 1486; năm 1502, ông thành lập Đại học Wittenberg, nơi Martin Luther và Philip Melanchthon giảng dạy.
Friedrich là một trong những thân vương thúc ép Hoàng đế Maximilian I thực hiện cầu cải cách Đế chế La Mã Thần thánh, và vào năm 1500, ông trở thành chủ tịch hội đồng nhiếp chính mới thành lập (Reichsregiment).
Họa sĩ cung đình của ông từ năm 1504 là Lucas Cranach Trưởng lão.
Năm 1519, Friedrich trở thành ứng cử viên của Giáo hoàng Leo X cho vị trí Hoàng đế La Mã Thần thánh; Giáo hoàng đã trao tặng ông Bông hồng vàng đức hạnh vào ngày 3 tháng 9 năm 1518 trong nỗ lực thuyết phục ông chấp nhận ngai vàng. Tuy nhiên, Friedrich đã ủng hộ Đại công tước Karl của Áo bằng cách thuyết phục các tuyển đế hầu khác làm điều tương tự nếu Karl trả một khoản nợ của Sachsen từ năm 1497.